# Vladimir Stuparić
Vladimir Stuparić (Križevci, 1911. – Sinac, 21. studenog 1941.) bio je katolički svećenik, zaređen 1937. godine. Bio je kapelan u Jelenju, upravitelj župe u Starigradu kod Senja, Tršću i Boričevcu. U Boričevcu su ga ustaše postavile u mjesni ustaški stan zajedno s tamošnjim trgovcem Danom Brkićem i učiteljem Mijom Mandićem.
Kada su pod pritiskom ustanika iz područja Lapca ustaše i žandari 30. srpnja 1943. napustili Lapac i Nebljuse, a sljedećeg su dana napustili i uporište Boričevac, povlačeći se u Kulen Vakuf, Stuparić je kao kapelan bio u zbjegu. Ustaše su u tom povlačenju poklale seljane u selu Kalatima. Ustanici 2. kolovoza ulaze u napušteni Boričevac i spaljuju ga, protivno odredbi štaba gerilskih odreda za Lapac koji je pljačku i paljevinu bio zabranio. Stanovnici koji su bili ostali u selu su pobijeni, među njima 11 staraca, 44 žene i djece.
Stuparić je 6. studenoga 1941. imenovan župnikom u Sincu kod Otočca.
Nekoliko je verzija o smrti župnika Stuparića. Jedna je da je u Sincu ubijen 1943., kada su ga  natjerali da samome sebi iskopa grob kod kojega je potom strijeljan. Prije plotuna je, navodno, uzviknuo: "Živio Krist Kralj - Živjela Hrvatska!".